# Плава крв

## Девит – „Плава крв“: Албум који је обележио сцену
Српски репер Девит је својим албумом „Плава крв“ успео да остави дубок траг на домаћој музичкој сцени. Објављен 2023. године, овај албум представља мешавину модерног трапа, репа и мелодичних рефрена, по чему је Девит и постао препознатљив.

### Тема и звук
„Плава крв“ носи јасну поруку – говори о уздизању из тешког окружења, о успеху, али и о ценама које тај успех носи. У песмама се осећа борба између славе и стварног живота, између материјалног и емоционалног. Девитов карактеристични дубоки вокал и аутентичан стил реповања дају овом албуму посебан печат.
Продукција албума је на врхунском нивоу, са модерним аранжманима и мелодијама које лако улазе у уво. Басови су тешки и продорни, а неки тракови имају и меланхолични тон који даје додатну дубину целом делу.

### Најпознатије песме
Међу нумерама које су се издвојиле као хитови налазе се:
- „Плава крв“ – насловна песма албума, која говори о Девитовом осећају припадности „вишој класи” у реп игри.
- „Топљење“ – емоционалнија нумера у којој се осврће на љубав и издају.
- „Реално“ – песма са јаким текстом и тврдим битом, у којој репер подсећа одакле долази.

### Утицај и прихватање
Албум је веома добро прихваћен, како од стране публике, тако и од музичких критичара. Девит је успео да учврсти своје место на сцени и да покаже да није само краткотрајна сензација, већ уметник са визијом.
„Плава крв“ је доказ зрелости уметника који је прошао дуг пут, али и даље зна како да исприча своју причу на аутентичан начин.